# Zina

Odpowiedzialność karna za seks pozamałżeński w krajach muzułmańskich:
jasnozielone ukamienowanie i inne kary Hadda w niektórych regionach
ciemnozielona ogólnokrajowa odpowiedzialność karna

Zina (arab. ‏زنا, zinā‎, "Cudzołóstwo") – w świecie muzułmańskim termin odnoszący się do stosunku płciowego między osobami, które nie są małżeństwem i nie pozostają w związku małżeńskim (pan i niewolnik). Zina jest uważana za przestępstwo, za które grozi ukamieniowanie lub kara Hadda. Kary wahają się od wygnania i biczowania po karę śmierci. Prowadzono je (od 2008 roku) na rzecz Ziny w Pakistanie, Sudanie (od 2020 roku jedynym zagrożeniem jest tam kara więzienia), Jemenie, Afganistanie, Arabii Saudyjskiej i Iranie. Ukamieniowanie jest praktykowane w trzech ostatnich krajach.
Prostytucja, stosunki homoseksualne, zoofilia, kazirodztwo, sodomia i rozpusta są również karane jako zina.
Wniesienie oskarżenia o popełnienie zina bez przedstawienia wymaganych naocznych świadków, nazywa się qadhf (arab. ‏القذف‎).